# Villamoratiel de las Matas
Villamoratiel de las Matas település Spanyolországban, León tartományban. Lakosainak száma 120 fő (2024).

## Földrajza
Villamoratiel de las Matas Santas Martas, El Burgo Ranero és Santa Cristina de Valmadrigal községekkel határos.

## Népesség
A település lakosságának változását az alábbi diagram mutatja:
| Lakosok száma | 185  | 181  | 172  | 166  | 156  | 152  | 163  | 143  | 131  | 120  |
|               | 2001 | 2004 | 2007 | 2009 | 2012 | 2014 | 2017 | 2019 | 2022 | 2024 |